# Paolo dal Pozzo Toscanelli
Paolo dal Pozzo Toscanelli (Florencia, 1397-10 de mayo de 1482) fue un médico, astrólogo y cosmógrafo florentino.

## Biografía

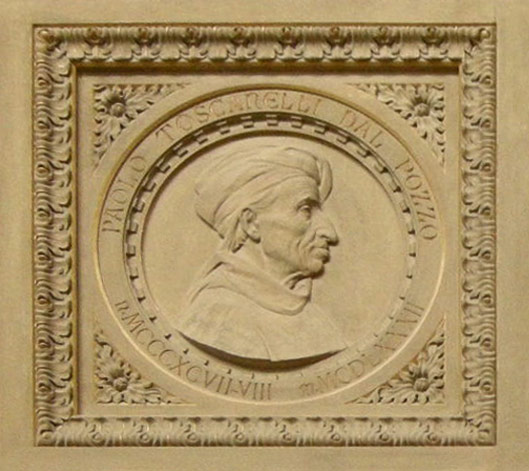
Paolo dal Pozzo Toscanelli.

Fue el hijo del físico Dominic Toscanelli. Estudió en la Universidad de Padua y se graduó en 1424 con el título de doctor de medicina. Allí trabó amistad con el polifacético cardenal Nicolás de Cusa. Hizo anotaciones de observaciones de cometas y calculó sus órbitas. Entre estos estaba el cometa Halley avistado en 1456. En realidad no dejó prácticamente ninguna obra escrita, y falleció el 10 de mayo de 1482. Por sus conocimientos que abarcan diversas disciplinas se le ha considerado un polímata.

## La carta de 1474
En junio de 1474 envió una carta, con un mapa adjunto, a su antiguo amigo el médico portugués Fernando Martíns de Roriz, al cual el rey Alfonso V de Portugal le había pedido un parecer geográfico sobre las rutas a las Indias. Toscanelli expuso una idea para llegar a las islas de las Especias navegando hacia el oeste.
Años más tarde, Cristóbal Colón tuvo acceso a esta carta por mediación del mercader Lorenzo Berardi. Colón transcribió el texto (en latín) de la carta de Toscanelli en un folio en blanco de un libro que hoy se conserva en la Biblioteca Colombina. Fue traducida al castellano por fray Bartolomé de las Casas y una traducción italiana incluida en la primera edición de la Historia del Almirante de Hernando Colón.
Los cálculos de Toscanelli, que nunca había salido de Italia, darían a la Tierra una circunferencia de unos 29.000 km, según cálculos de historiadores modernos, en lugar de los 40.000 km reales. Este error se habría producido al basarse en datos de la Geografía de Claudio Ptolomeo. Según algunos historiadores, esto habría incitado a Colón a emprender la ruta hacia occidente y propiciado la identificación por el Almirante de las tierras del Caribe con la isla mítica de Antillia y con el oriente del continente asiático.

## El mapa de Toscanelli

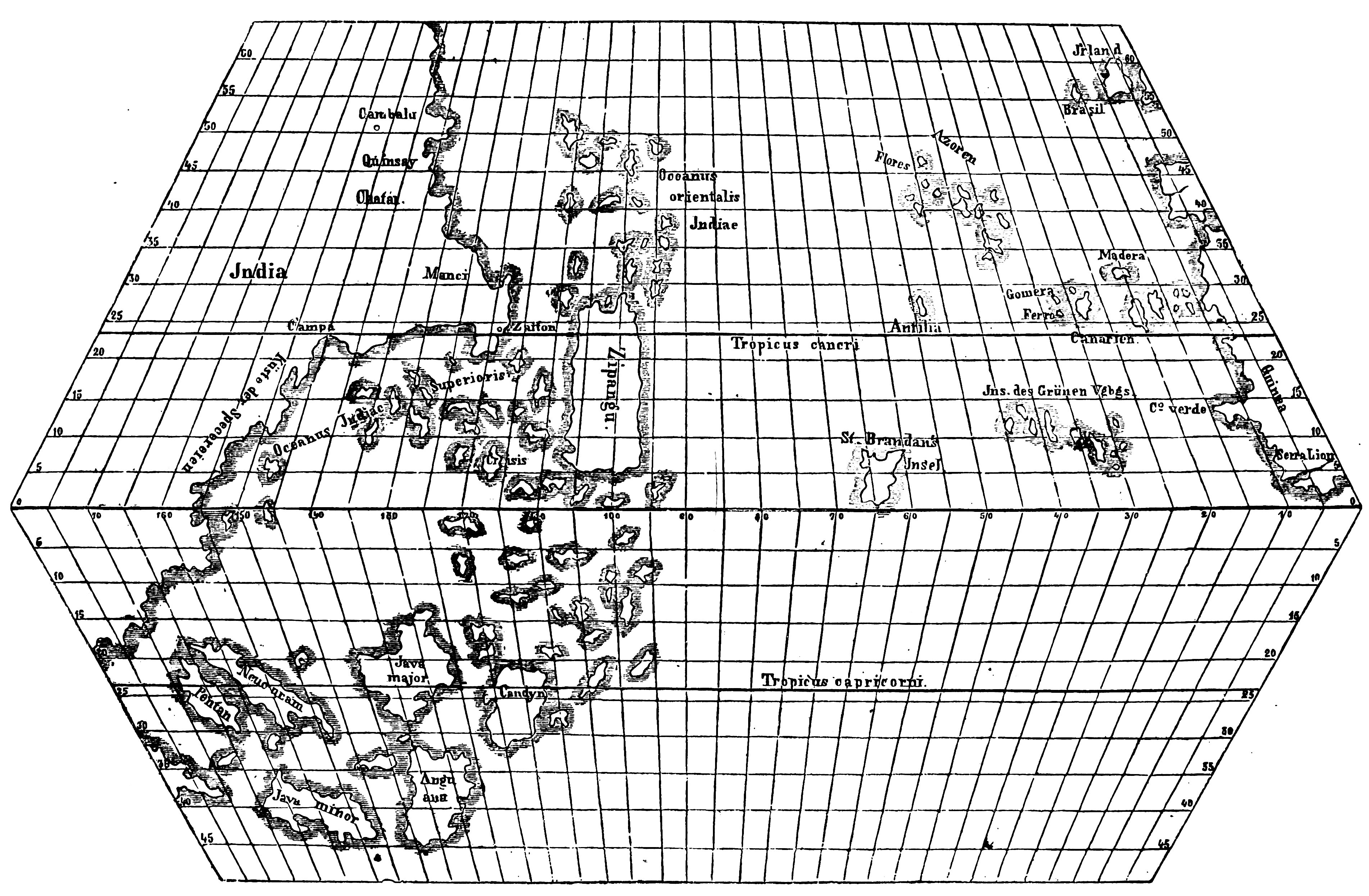
Reconstrucción hipotética del mapa de Toscanelli propuesta por un autor alemán en 1867. No existe consenso sobre el aspecto que pudo tener realmente dicho mapa.

El mapa de Toscanelli no se ha conservado. Varios historiadores modernos han propuesto reconstrucciones hipotéticas. Según afirma Toscanelli en su carta, optó por dibujar el mapa no "en forma esférica" sino "según el método de las cartas náuticas". En el mapa dibujó líneas rectas longitudinales que indicaban la distancia este-oeste y líneas rectas transversales para las distancias norte-sur.
Al final de la transcripción de Colón, tras la fecha de la carta, hay algunos datos más concretos sobre el mapa: desde Lisboa hacia el oeste había 26 espacios de 250 millas cada uno hasta la gran ciudad china de Quinsay; entre las islas Antilla y Cipango mediaban 10 espacios.

## Posteridad
A la muerte de Toscanelli, Ugolino Verino le dedicó un elogio fúnebre que alabó su conocimiento "de la tierra y de los astros" y su comentario de la obra de Ptolomeo.
Historiadores italianos nacionalistas del siglo XIX como Gustavo Uzielli le atribuyeron a Toscanelli un papel importante en la génesis del proyecto de Cristóbal Colón de llegar a Asia navegando hacia occidente. Dicho papel es puesto en duda por historiadores actuales como Patrick Gautier-Dalché. El nacionalismo italiano también tendió a realzar los aspectos "científicos" de la obra de Toscanelli, ignorando o silenciando su interés por la astrología.
Según Giorgio Vasari, Toscanelli conoció al arquitecto Filippo Brunelleschi al volver a Florencia tras graduarse en 1424 o 1425, y trató con él de geometría. Algunos historiadores del arte del siglo XX especularon a partir de esa base que Toscanelli habría ayudado a Brunelleschi con los cálculos para la construcción de la cúpula de Santa María del Fiore. Gautier-Dalché lo considera inverosímil porque Brunelleschi, cuando conoció a Toscanelli, tenía ya 48 años, había realizado numerosas construcciones y había ganado el concurso para el diseño para la cúpula cuatro años antes.
El cráter lunar Toscanelli y el asteroide (8209) Toscanelli conmemoran el nombre del florentino.